# Ямищи (Себежский район)
Ямищи — деревня в Себежском районе Псковской области России. Входит в состав сельского поселения Себежское.

## География
Находится на юго-западе региона, в северной части района, в лесной местности примерно в 1 км от озера Чепелевское. Расположена двумя кварталами; между ними проходит дорога местного значения.
Уличная сеть не развита.

## История
В XIX веке земли поселения Ф.Ямище входили в состав Псковской губернии.
В 1941—1944 гг. местность находилась под фашистской оккупацией войсками Гитлеровской Германии. В июне 1943 года деревни Томсинского сельсовета, в том числе Ямище, были сожжены фашистами.
До 1995 года деревня входила в Томсинский сельсовет. Постановлением Псковского областного Собрания депутатов от 26 января 1995 года все сельсоветы в Псковской области были переименованы в волости и деревня стала частью Томсинской волости.
Законом Псковской области от 3 июня 2010 года Томсинская волость была упразднена и путём объединения с Глембочинской, Долосчанской, Дубровской и Лавровской волостями к 1 июля 2010 года было образовано новое муниципальное образование «Себежское», куда и вошла деревня Ямищи.

## Население
| 2001 | 2002 | 2010 |
| ---- | ---- | ---- |
| 14   | ↘9   | ↘4   |

Согласно результатам переписи 2002 года, в национальной структуре населения русские составляли 100 % от общей численности в 9 чел..

## Инфраструктура
Личное подсобное хозяйство.

## Транспорт
Подходит автомобильная дорога общего пользования местного значения "Морозовка — Ямищи" (идентификационный номер 58-254-870 ОП МП 58Н-034), протяжённостью 5,5 км.